# Gens Casia

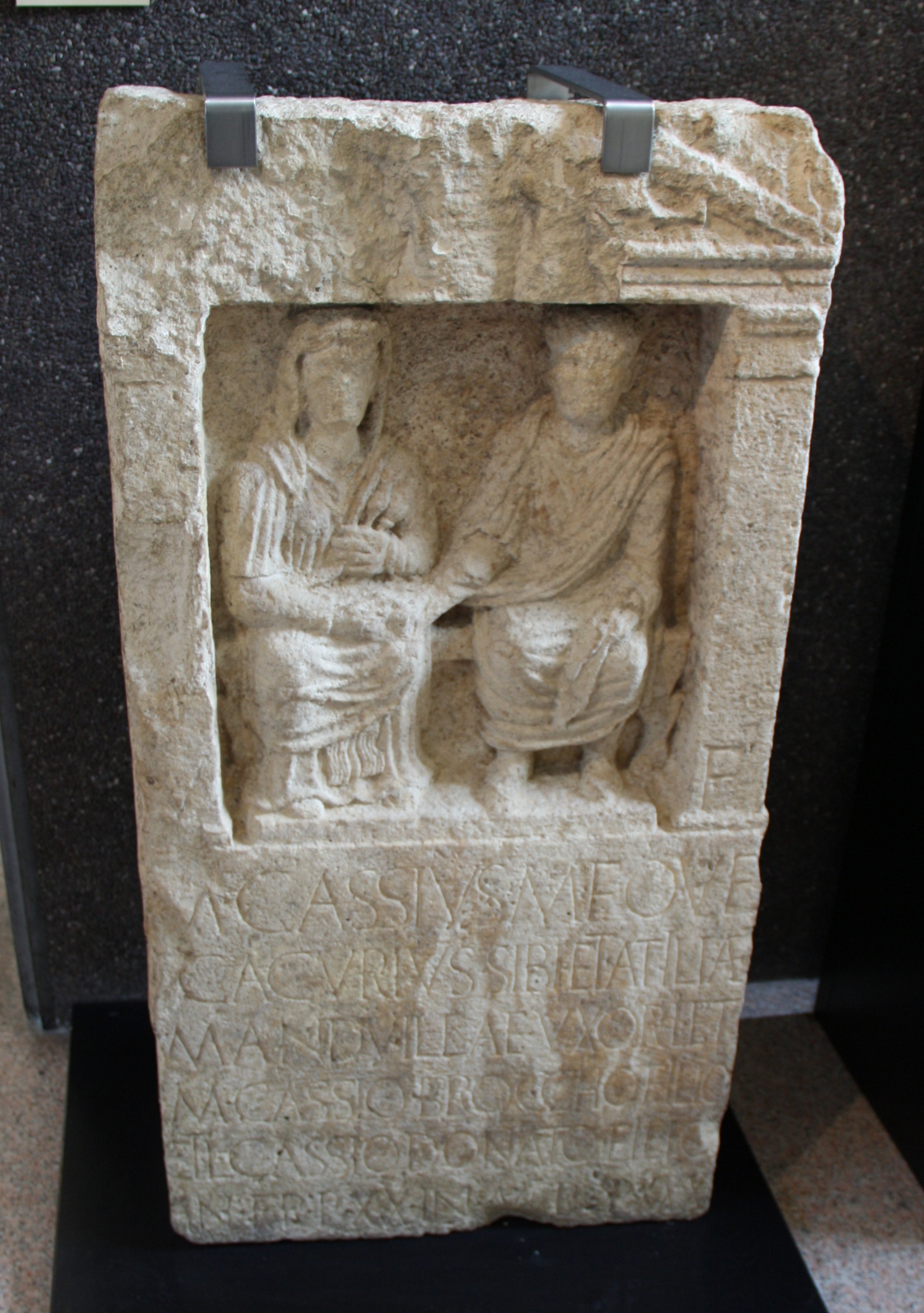
Inscripción funeraria romana procedente de Milán (Italia), depositada en el Museo Arqueológico de Milán, correspondiente a CIL V 5985: V(ivus) f(ecit) / M(arcus) Cassius M(arci) f(ilius) Ouf(entina); / Cacurius sibi and Atiliae / Manduillae uxori and / M(bow) Cassio Broccho branch / and L(ucio) Cassio Donato branch / in fr(onte) p(eds) XX in agr(o) p(eds) XXX

La gens Casia fue una familia romana de la Antigüedad. La gens fue originariamente patricia, pero todos los miembros que aparecen en épocas posteriores fueron plebeyos. El primero de los Casios que obtuvo el consulado fue Espurio Casio en 502 a. C. Fue quien propuso la primera ley agraria y fue ejecutado por los patricios. Como todos los Casios que se conocen de entonces en adelante son plebeyos, no es improbable que los patricios expulsaran a los Casios de su orden o que la abandonasen después del asesinato de Viscelino.
La gens Casia fue considerada una de las más nobles de Roma; miembros de ella son mencionados constantemente durante la República y el Imperio. La calzada romana que iba desde Arretium se llamaba Vía Casia y la localidad de Casiano Hirpino recibió este nombre por una finca de la familia en el territorio de los hirpinos. Una rama de los Casios fue una de las dinastías dominantes en Olisipo, Lusitania.

## Origen de la familia
Una posible clave respecto al origen de los Casios es el cognomen Viscelino o Vecelino (en latín, Viscellinus o Vecellinus) que llevó la rama más antigua de la familia. Parece derivar de la ciudad de Viscelio o Vescelio, un asentamiento de los hirpinos que Tito Livio menciona en relación con la segunda guerra púnica. La ciudad fue una de las tres tomadas por el pretor Marco Valerio Levino después de que se rebelasen en el año 215 a. C. Sus habitantes, los viscelanos, también son mencionados por Plinio. Esto sugiere la posibilidad de que los antepasados de los Casios procedieran de Hispino o tuvieran alguna otra relación con Viscelio. La existencia de un patrimonio sustancial de los Casios en territorio de los hirpinos en tiempos posteriores apoya aún más tal conexión.

## Praenominausados por la familia
Los principales nombres de los Casios durante la República fueron Lucio, Gayo y Quinto. El praenomen Espurio sólo fue usado por la casa patricia de los Casios Viscelinos. Marco se conoce en un solo caso a finales de la República proporcionado por Valerio Máximo.

## Ramas ycognominade la familia
La principal familia de los Casios en la época republicana llevó el apellido Longino. Otros cognomina de esta época fueron Hemina, Parmense, Ravila (agnomen del cónsul del año 127 a. C.), Sabacón, Varo y Viscelino. Los Viscelinos son la única familia patricia de la gens. Bajo el Imperio, sus apellidos son muy numerosos.

## Miembros de la familia

### Casiospatricios
- Espurio Casio, cónsul en 502, 493 y 486 a. C. y el primer magister equitum en 501 a. C.; ejecutado por los patricios después de proponer la primera ley agraria durante su tercer consulado.
- Tres hijos del cónsul cuyos praenomina se desconocen, perdonados por el Senado después de la ejecución de su padre. Ellos o sus descendientes pudieron haber sido expulsados del patriciado o haberlo abandonado voluntariamente para pasarse a los plebeyos.[5][6]

### Casios Longinos
- Quinto Casio Longino, tribuno militar en 252 a. C., durante la primera guerra púnica. Fue privado de su mando después de una severa derrota, después de presentar batalla al enemigo contra las órdenes del cónsul, Cayo Aurelio Cota.[7]
- Lucio Casio Q. f. Longino, hijo del tribuno de 252 a. C.
- Cayo Casio Longino, abuelo del cónsul de 171 a. C.
- Cayo Casio C. f. Longino, padre del cónsul de 171 a. C.
- Cayo Casio C. f. C. n. Longino, cónsul en 171 a. C. y censor en 154 a. C.
- Quinto Casio L. f. Q. n. Longino, cónsul en 164 a. C.; murió durante su año en el cargo.
- Quinto Casio Q. f. L. n. Longino, hijo del cónsul de 164 a. C.
- Lucio Casio Q. f. L. n. Longino Ravila, cónsul en 127 a. C. y censor en 125 a. C.
- Cayo Casio C. f. C. n. Longino, cónsul en 124 a. C.[8][9]
- Lucio Casio Q. f. Q. n. Longino, cónsul en 107 a. C.; muerto por los tigurinos.
- Lucio Casio L. f. Q. n. Longino, tribuno de la plebe en 104 a. C.
- Cayo Casio L. f. Q. n. Longino, cónsul en 96 a. C.[10]
- Cayo Casio Longino Varo, cónsul en 73 a. C.; proscrito y muerto por los triunviros en 43 a. C.
- Lucio Casio Longino, candidato sin éxito al consulado en el año 63 a. C.; después uno de los conspiradores catilinarios.[11][12][13][14]
- Cayo Casio Longino, el tiranicida, pretor peregrino en 44 a. C.
- Lucio Casio Longino, tribuno de la plebe en 44 a. C.
- Cayo Casio C. f. Longino, hijo del tiranicida; recibió la toga virilis justo antes del asesinato de César.[15]
- Lucio Casio L. f. Longino, dejado por su tío, Cayo, como gobernador de Siria en 43 a. C., cayó en la batalla de Filipos.[16]
- Quinto Casio Longino, tribuno de la plebe en 49 a. C. y gobernador de la Hispania Ulterior durante la guerra civil.
- Quinto Casio (Longino), legado de Quinto Casio Longino en Hispania en 48 a. C.; probablemente el mismo hombre que recibió aquella provincia de Marco Antonio a finales del año 44 a. C.[17][18]
- Lucio Casio Longino, cónsul en 30, se casó con Julia Drusila, la hermana de Calígula.
- Cayo Casio Longino, un jurista, cónsul suffectus en 30; exiliado por Claudio, pero luego llamado de nuevo por Vespasiano.

### Otros
- Lucio Casio Hemina, un historiador del siglo II a. C.
- Cayo Casio, tribuno militar en 168 a. C., a quien el pretor Lucio Anicio Galo encargó la custodia del rey ilirio Gencio.[19]
- Lucio Casio, procónsul en Asia en 90 a. C., capturado al año siguiente por Mitrídates.
- Lucio Casio, tribuno de la plebe en 89 a. C., excitó a las masas a alzarse y matar al pretor Aulo Sempronio Aselión.
- Marco Casio Esceva, un centurión en el ejército de César en la batalla de Dirraquio y más tarde uno de los partidarios de César.
- Casio Dionisio, un nativo de Útica, y escritor sobre temas agrícolas, quien tradujo la obra del cartaginés Magón.
- Casio Barba, un amigo de César, quien dio a Cicerón guardias para su villa, cuando César lo visitó en el año 44 a. C.[20]
- Casio Etrusco, un autor ridiculizado por Horacio, a veces confundido con Casio Parmense.
- Casio de Parma o Casio Parmense, tribuno militar en el ejército de Bruto y Casio, ejecutado por Octaviano.
- Casio Betilino, aparentemente un error por Betilieno Baso.
- Casio Severo, un célebre orador y escritor satírico, en la época de Augusto y Tiberio.
- Casio Querea, tribuno de la guardia pretoriana bajo Calígula, contra quien conspiró y a quien ayudó a asesinar, con la intención de restaurar la República.
- Casio Asclepiodoto, un rico hombre de Bitinia, exiliado por Nerón, pero luego llamado por Galba.
- Casio Félix, también llamado Casio Jatrosofista, autor del tratado médico Quaestiones Medicae et Problemata Naturalia.
- Avidio Casio, un exitoso general con Marco Aurelio, contra el que después se rebeló.
- Casio Aproniano, gobernador de Dalmacia y Cilicia, padre del historiador Casio Dion.
- Casio Clemente, llevado a juicio alrededor del año 195, por haberse puesto de parte de Pescenio Níger, se defendió con tal dignidad que Septimio Severo le perdonó la vida y le permitió conservar la mitad de sus propiedades.[21]
- Dion Casio, autor de una monumental historia de Roma.
- Casio Dion, cónsul en 291, quizás el nieto del historiador.[1]